# 노을빛으로 물드는 언덕
《노을빛으로 물드는 언덕》 또는 《암적색으로 물드는 언덕》(あかね色に染まる坂 아카네이로니소마루사카[*])은 일본의 게임회사 화이트로즈의 브랜드인 feng에서 전작인 푸른하늘이 보이는 언덕(青空の見える丘)에 이어 2007년 7월 27일에 발매한 성인용 어드벤처 게임이다. 2008년 8월 14일에는 'GN 소프트웨어'로부터 성인 지향이 심한 장면들을 삭제하고 플레이스테이션 2버전으로 노을빛으로 물드는 언덕 페러렐을 발매하였다.
2008년 10월 2일부터는 지바 TV, 도쿄MX를 비롯한 UHF계열의 방송국으로부터 TV 애니메이션을 총 12화에 걸쳐 방송하였다. 캐릭터들의 성격은 원작인 게임과는 거의 동일하나, 스토리는 초반을 비롯하여 전개 과정에 있어 다소 차이를 두고 있다. 한편 2007년 파격적인 전개로 화제에 오른 적이 있는 스쿨데이즈 TV 애니메이션 제작에 참여했던 TNK의 모토나가 케이타로(감독), 우에즈 마코토(각본)가 콤비를 이뤄 스쿨데이즈 이래 1년여만에 다시 함께 참여하여 방영전후로 또다시 화제가 되기도 하였다.

## 소개
사립 아미티에 학원으로 전학오기 직전 카타기리 유우히에게 벌어진 난처한 일과 그러한 상황을 구해주려는 나가세 쥰이치로부터 의도되지 않은 퍼스트 키스를 받게 되면서, 부친과의 약속에 따라 어쩔 수 없이 나가세의 집에 동거하게 되면서 벌어지는 이야기를 바탕으로 한다(PC판, PS2판, TVA판 공통 해당부분으로, 자세하게는 배경이나 진행과정 등에 있어서 차이가 발생한다.)

## 등장 인물
※ 담당 성우는 PC판 / PS2·TVA(TV 애니메이션)판의 순서이다. 그리고 설명은 게임과 애니의 설정 및 인터넷에 떠도는 정보들을 바탕으로, 저술됨..
나가세 쥰이치(일본어: 長瀬 準一)
성우:없음 / 하타노 와타루(TVA와 OVA판만 담당..)
사립 아미티에 학원의 2학년생으로 이 작품의 주인공이다. 동생인 미나토와 둘이서 살고 있다. 중학생 시절엔 '제노킬러'라는 별명을 가진, 전설적인 불량배였으나, 현재는 과거를 청산하였다. 그리고 본인은 그런 과거를 부끄럽게 여기며, '제노킬러'라는 별명 또한 그다지 듣고 싶지 않아한다. 곤란한 상황에 처한 사람을 그냥 보고 지나치지 않는 선한 성격을 소유하고 있다.

### 메인 히로인
카타기리 유우히(일본어: 片桐 優姫)
성우:카자네 / 쿠기미야 리에
명문 재벌집안인 카타기리 가의 아가씨로, 워낙 곱게 자라온 탓에 세상물정에 관해서는 많이 어둡다. 전학오기 직전 발생한 난처한 일로부터 구해준 나가세 쥰이치와 친분을 갖게되나, 퍼스트 키스로 단번에 견원지간의 사이로 변해버린다. 게다가 쥰이치와 약혼함과 동시에 당분간 그의 집에 지내라는 아버지의 명으로 어쩔 수 없이 쥰이치네 집에서 살게 된다. 전학 온 나가세네 반에서는 '공주(姫)'라는 별명이 붙었다. 드센 성격에 비해 겁이 많으며 촉수물(특히, 문어인)을 가장 싫어한다. 그래도 새침한 면이 있는 매력적인 아가씨이다....
나가세 미나토(일본어: 長瀬 湊)
성우:미즈사와 히카루 / 히라노 아야
쥰이치의 여동생으로 사립 아미티에 학원의 1학년생이다. 나가세네 집에서는 모든 가사일을 담당하고 있으며, 운동 신경 또한 매우 뛰어난 편이다. 대체적으로는 상냥하면서도 온화하나, 쥰이치에게는 때때로 엄해지는 경우도 있다.
키류 츠카사(일본어: 霧生 つかさ)
성우:모토야마 미나 / 이노우에 마리나
쥰이치와는 클래스메이트의 관계로, 쥰이치의 창피한 과거를 알고 있는 사람 중 한 명이며, 본인은 이를 빌미로 후유히코와 같이 쥰이치를 놀려 먹곤 한다. 그리고 중학교 시절에 '제노킬러'라 불린 쥰이치를 원래대로 돌아오게 하기도 하였다. 밝고 활달한 성격의 소유자이며, 어렸을 때부터 성우를 동경해왔고 성우가 되는 게 그녀의 꿈이다. 그래서 그런지 활동부도 보도부에 소속되어 있다.
시라이시 나고미(일본어: 白石 なごみ)
성우:미루 / 히로하시 료
사립 아미티에 학원의 1학년생으로 나가세 미나토와는 클래스메이트의 관계이다. 나가세 쥰이치와 카타기리 유우히를 감시하면서, 신출귀몰한 행동을 보이며, 의미를 알 수 없는 언동을 보이는 여러모로 수수께끼가 많은 소녀이다. 항상 누군가와 교신하는 수수께끼의 소녀이다.
시이나 미츠키(일본어: 椎名 観月)
성우:모리야 미소노 / 타나카 리에
사립 아미티에 학원의 3학년생이자 학생회장이다. 밝고 씩씩하며 아이돌적인 모습을 가지고 있어 특히 남학생들에게 팬이 많다. 교내 행사나 축제등의 이벤트를 매우 좋아하며, 이벤트가 있을 때마다 분위기를 확실하게 띄워준다. 쥰이치가 마음에 드는 모양으로 매번 장난을 걸어와 쥰이치를 곤란하게 만들곤 한다.
타치바나 미코토(일본어: 橘 ミコト)
성우:사모토 후리 / 하즈키 에리노
학생회 소속으로 미츠키와 동행하는 경우가 많은 소녀로, 누구에게든 정중한 어조로 말하며, 적극적으로 대화에 참여하는 편은 아니지만 의외로 날카로운 부분이 있어 친구들의 기분을 잘 이해한다. 보기보다 운동신경은 좋은 편으로, 이전 학교에선 테니스부의 에이스였다고 한다. 쥰이치 남매와는 어릴적 다소 아픈 과거를 간직한 듯하다
전작 푸른하늘이 보이는 언덕에서도 등장한 적이 있다.
아야노코지 카렌(일본어: 綾小路 華恋)
성우:없음 / 카토 에미리
PC판에는 등장하지 않고 PS2판부터 등장하는 히로인으로, 카타기리 가와 맞먹는 명문 아야노코지 가의 아가씨로, 쥰이치와 클래스메이트 관계에 있다. 겉보기엔 꽤 드세어 보이지만, 알고 보면 사람이 좋고 싹싹하게 남들을 잘 챙겨주는 타입이다. 덜렁이라 실쥰이치와 클래스메이트 관계에 있으며 상대방을 잘 챙겨주는 성격이다. 덜렁이라 실수를 하는 편이지만, 그 부분이 미워할 수 없는 매력을 준다.

### 서브 캐릭터
니시노 후유히코(일본어: 西野 冬彦)
성우:소라노 타이요 / 이시다 아키라
사립 아미티에 학원의 2학년생으로, 학생회 부회장이자 쥰이치와는 클래스메이트의 관계에 있다. 쥰이치의 과거를 아는 사람 중 한 명이다. 미소년으로 누구에게나 상냥하고 신사적으로 대하지만, 실은 약간 매니악한 취향을 갖고 있는 게 문제이다. 그래서 그런지 가끔씩 쥰이치를 부추겨서 트러블을 일으킬 때가 종종 있다고 한다. 쥰이치하곤 눈짓만으로도 의사소통이 가능할 정도.. 때때로 쥰이치에게 조언도 해줌.
스기시마 세이지로(일본어: 杉下 清次郎)
성우:아오시마 야비타 / 코야마 리키야
쥰이치네 반의 담임선생님. 외모나 행동은 다소 선생님 답진 않지만, 뜨거운 열정과 학생들을 생각하는 마음은 누구못지 않다. 특히 쥰이치를 가장 생각하는 듯하다.
후지미야 사이(일본어: 藤宮 彩)
성우:카가 히카루 / 코바야시 유우
니죠 아야(일본어: 二条 亜矢)
성우:真南六実 / 후쿠하라 카오리
학생회에서 서기 겸 회계 담당으로, 학생회장인 미츠키를 옆에서 보좌하고 있다. 돈 씀씀이가 엄청나게 헤픈, 미츠키를 항상 옆에서 지적하는 역할을 하며 학생회의 활동 계획 및 예산 계획은 모두 그녀가 세우는 것이다.
시라이시 유토리(일본어: 白石 ゆとり)
성우:아오카와 나가레 / 히로하시 료
욧쨩 (よっちゃん)
성우:없음 / 토요사키 아키
쥰이치의 부모님
성우:없음/콩 쿠와타&타나카 아츠코(※아버지 役을 '콩 쿠와타'님께서 어머니 役을 ['[타나카 아츠코]]'가 담당하심.)
일본에서 생활하고 있는 쥰이치 남매와 달리, 남미 아마존같은 밀림에서 전쟁을 수행하며 살고 있는 군인으로, 전쟁 중에도 아들딸을 생각해서 생일선물까지 보내는 자상한 부모님(?)이다. 다른 건 몰라도 두 사람의 관계는 매우 끈끈하며 전투능력 또한 엄청난 수준이다..

## 주제가

### 게임
오프닝 곡(PC판)『슬픔의 그라데이션(せつなさのグラデイション)』
작사：하타 아키(畑亜貴)
작곡：토미타 아키코(冨田暁子)
편곡：후지타 쥰페이(藤田淳平)
노래：하시모토 미유키(橋本みゆき)
엔딩 곡(PC판)『노을빛으로 물드는 언덕(あかね色に染まる坂)』
작사：하타 아키(畑亜貴)
작곡：노나카"마사"유이치(野中“まさ”雄一)
편곡：노나카"마사"유이치(野中“まさ”雄一)
노래：치카쨩(ちかちゃん)
오프닝 곡(PS2판)『노을의 언덕(あかねの坂)』
작사：야마구치 노보루(ヤマグチ ノボル)
작곡：하시모토 미유키(橋本みゆき)
편곡：스즈키 마사키(鈴木マサキ)
노래：하시모토 미유키(橋本みゆき)
엔딩 곡(PS2판)『Here To Stay』
작사：쿠와시마 요시카즈(桑島由一)
작곡：카게이에 쥰(景家淳)
편곡：카게이에 쥰(景家淳)
노래：하시모토 미유키(橋本みゆき)

### 애니메이션
오프닝 곡은 고정적으로 방송중이며, 엔딩 곡은 화수 별로 각각 다른 캐릭터송을 보내고 있다.
오프닝 곡『첫사랑 낙하산(初恋パラシュート)』
작사：하타 아키(畑亜貴)
작곡：타시로 토모카즈(田代智一)
편곡：하라다 카츠유키(原田勝通)
노래：하시모토 미유키(橋本みゆき)
엔딩 곡 1『Sweet Gift』- 카타기리 유우히(1~2화)
작사：코다마 사오리(こだまさおり)
작곡：와타나베 타쿠야(渡辺拓也)
편곡：와타나베 타쿠야(渡辺拓也)
노래：쿠기미야 리에(釘宮理恵)
엔딩 곡 2『Confusion…』- 시라이시 나고미(3화)
작사：코다마 사오리(こだまさおり)
작곡：우에다 코우지(上田晃司)
편곡：쿠사노 요시히로(草野よしひろ)
노래：히로하시 료(広橋涼)
엔딩 곡 3『소녀 테스트는 어려워(少女テストは難しい)』- 아야노코지 카렌(4화)
작사：하타 아키(畑亜貴)
작곡：마츠시타 타케시(松下貴司)
편곡：스즈키 마사키(鈴木マサキ)
노래：카토 에미리(加藤英美里)
엔딩 곡 4『노을색hometown(茜色hometown)』- 카타기리 유우히(5화)
작사：코다마 사오리(こだまさおり)
작곡：요시다 카츠야(吉田勝弥)
편곡：야스오카 요이치로(安岡洋一郎)
노래：쿠기미야 리에(釘宮理恵)
엔딩 곡 5『Cherry pink mystery』- 아야노코지 카렌(6화)
작사：하타 아키(畑亜貴)
작곡：하시모토 유카리(橋本由香利)
편곡：하시모토 유카리(橋本由香利)
노래：카토 에미리(加藤英美里)
엔딩 곡 6『Make a miracle!』- 시이나 미츠키(7화)
작사：코다마 사오리(こだまさおり)
작곡：요시다 카츠야(吉田勝弥)
편곡：안도 타카히로(安藤高弘)
노래：타나카 리에(田中理恵)
엔딩 곡 7『러브 다이빙(ラブダイビング)』- 키류 츠카사(8화)
작사：하타 아키(畑亜貴)
작곡：후쿠모토 고시로(福本公四郎)
편곡：스즈키 마사키(鈴木マサキ)
노래：이노우에 마리나(田中理恵)
엔딩 곡 8『Chu.chu.ru.의 약속(Chu.chu.ru.の約束)』- 시이나 미츠키(9화)
작사：코다마 사오리(こだまさおり)
작곡：우에다 코우지(上田晃司)
편곡：키쿠야 토모키(菊谷知樹)
노래：타나카 리에(田中理恵)
엔딩 곡 9『눈 뜨지 않는 wish...(目覚めない wish...)』- 나가세 미나토(10~11화)
작사：코다마 사오리(こだまさおり)
작곡：호시 이치세(星一生)
편곡：이토 슌(伊藤俊)
노래：히라노 아야(平野綾)
엔딩 곡 10『ai・ココカラ(사랑・이제부터)』- 나가세 미나토(12화)
작사：코다마 사오리(こだまさおり)
작곡：호시 이치세(星一生)
편곡：和教
노래：히라노 아야(平野綾)

## 애니메이션 방영목록
모든 화별 제목에 빛(色)이라는 글자가 들어가 있는 것이 특징이며, 특히 전체 중 절반가량의 화별 제목은 '노을빛(あかね色, 아카네이로)'으로 시작한다.
| 화수 | 부제 (원제/풀이)           | 부제 (원제/풀이)       | 방영일           |
| ---- | -------------------------- | ---------------------- | ---------------- |
| 1    | あかね色のファーストキッス | 노을빛의 첫 키스       | 2008년 10월 2일  |
| 2    | あかね色のアプローチ       | 노을빛의 어프로치      | 2008년 10월 9일  |
| 3    | 怪奇色のスクリーム         | 괴기한 빛의 스크림     | 2008년 10월 16일 |
| 4    | 藍色のマッドパーティ       | 쪽빛의 매드파티        | 2008년 10월 23일 |
| 5    | あかね色のファーストデート | 노을빛의 첫 데이트     | 2008년 10월 30일 |
| 6    | 山吹色のモンターニュ       | 황금빛의 몽타뉴        | 2008년 11월 6일  |
| 7    | 鋼色のフェスティバル       | 강철색의 페스티벌      | 2008년 11월 13일 |
| 8    | 黄昏色のデザイア           | 황혼빛의 욕구          | 2008년 11월 20일 |
| 9    | あかね色のバースディ       | 노을빛의 생일          | 2008년 11월 27일 |
| 10   | あかね色のコンフュージョン | 노을빛의 혼란          | 2008년 12월 4일  |
| 11   | あかね色のパズルメント     | 노을빛의 난문          | 2008년 12월 11일 |
| 12   | あかね色に染まる坂         | 노을빛으로 물드는 언덕 | 2008년 12월 18일 |